# Ryongnamsan TV
Ryongnamsan Television (Coreano: 룡남산텔레비죤) é um canal de televisão estatal da Coreia do Norte.

## História
O canal iniciou suas transmissões no dia 1 de abril de 1971 (outras fontes indicam que o canal teria iniciado suas transmissões no dia 15 de abril do mesmo ano, no 59° aniversário de Kim Il-Sung). Inicialmente, o canal transmitia na cidade de Pyongyang. No dia 10 de outubro de 1991, o canal passou a transmitir em cores.
No dia 1 de fevereiro de 1997 (outras fontes indicam 16 de fevereiro), o canal foi renomeado para Televisão Educativa e Cultural da Coreia (Coreano: 조선교육문화텔레비죤). O canal se transmitia no canal 9, de segunda a sexta das 17:00 até as 22:00, exceto nos finais de semana, onde o canal se transmitia das 12:00 até as 22:00. Durante os anos 90, se realizaram transmissões de caráter experimental através da frequência do canal 8, usando um só transmissor ajustado ao formato NTSC. O propósito dessas transmissões eram de difundir a cultura norte-coreana aos telespectadores sul-coreanos.
No dia 5 de setembro de 2012, o canal passou a receber a sua nomenclatura atual.

## Programação
A programação do canal consiste em programas educativos, além de transmitir filmes em inglês, russo e chinês. O canal inicialmente transmitia as segundas, quartas e sextas das 19:00 às 22:00, mas a partir de 2019, o canal passa a transmitir de segunda à sexta, das 18:00 às 22:00, conforme guia de programação.